# Jordansches Organ
Das Jordansche Organ, wissenschaftlich Chaetosema von χαιτη (chaite) „Haar“ und σημα (sema) „Merkmal, Zeichen“, ist ein Paar warzenartiger oder (bei Widderchen der Gattung Zygaena) quer wulstförmiger Erhöhungen am Scheitel (Vertex) hinter den Fühlern vieler Schmetterlinge, die mit strahlig angeordnetem Haarbüschel versehen sind und ein Sinnesorgan unbekannter Funktion darstellen. Vermutlich dient es zum Messen des Luftstroms während des Fluges. Die Sinneszellen stehen mit einer Ansammlung bipolarer Ganglienzellen in Verbindung, von denen ein Paar Nerven in das Protocerebrum des Oberschlundganglions zieht. Das Chaetosema wurde erstmals 1923 von Karl Jordan als Sinnesorgan interpretiert und später nach ihm benannt.